# Primate (serie de televisión)
Primate es una serie de televisión web colombiana de comedia escrita por Adrián Burgos, dirigida por Andrés Beltrán y producida por The Mediapro Studio Colombia. La serie está basada en algunas anécdotas contadas por Christian Tappan, y es protagonizada por Tappan, Diego Cadavid, Juan Pablo Urrego, y Natasha Klauss. Se estrenó el 1 de abril de 2022 a través de Prime Video.
En Colombia, la serie fue estrenada en televisión abierta a través de Canal RCN el 3 de marzo de 2024.
El 25 de enero de 2023, la serie fue renovada para una segunda temporada,la cual fue estrenada el 13 de marzo de 2024.

## Reparto
- Christian Tappan como William Díaz / William Days[8][9]
- Diego Cadavid como Andrés Burgos[8]
- Juan Pablo Urrego como Joao[8]
- Natasha Klauss como Juliana Pérez[8]
- Sebastián Martínez como David Giovani "Dave"[8](Temporada 1)
- Laura de León como Karina[8](Temporada 1; Invitada Temporada 2)
- Juan Manuel Restrepo como Sammy[8](Temporada 1)
- Catalina Polo como Isabel Arboleda Montoya[8](Temporada 1)
- Luciana Tappan como Luna Díaz Pérez[8]
- Jeronimo Baron Lyentsov como Mateo Díaz Pérez[8]
- Jacobo Montalvo Moncada como Voz de Williamcito[8]
- Katherine Porto [2]como Mariana Montoya (Temporada 2; Recurrente Temporada 1)
- John Alex Toro como Barragán (Temporada 2; Recurrente Temporada 1)
- Felipe Botero como Caliche (Temporada 2; Recurrente Temporada 1)
- Naren Daryanani como Daren / Federico (Temporada 2)
- Roberto Cano como El Gordo (Temporada 2)
- Wayne LeGette como El Gordo / Hugo (Recurrente Temporada 1)